# Gyepes szappanfű
A gyepes szappanfű (Saponaria ocymoides) a kétszikűek (Magnoliopsida) osztályának a szegfűvirágúak (Caryophyllales) rendjéhez, ezen belül a szegfűfélék (Caryophyllaceae) családjához tartozó faj.

## Elterjedése
Dél-Európában, Alpokban honos.

## Megjelenése
Magassága 10–20 centiméter. Virága rózsaszín vagy vörös, szárazságtűrő, elterülő ágrendszerű talajtakaró évelő. Nagy számban fejlődő elfekvő hajtásai lapos párnát alkotnak. Szára sötétlila, apró levelei tojásdadok, vagy lapát alakúak. Virágai májustól júniusig nyílnak nagy tömegben, szikláról vagy kőfalakról leomló hajtásai nagyon mutatósak.
|  |